# نیژنه‌خوزیاتوو
نیژنه‌خوزیاتوو (انگلیسی: Nizhnekhozyatovo) یک شهرک در شهرستان چیشمینسکی در استان باشقیرستان کشور روسیه است.